# سيمارون (نيومكسيكو)
سيمارون (بالإنجليزية: Cimarron)‏ هي معلم جغرافي تقع في الولايات المتحدة في مقاطعة كولفاكس، نيومكسيكو. يقدر عدد سكانها بـ 917 نسمة ومساحتها 5.0 كم2 وترتفع عن سطح البحر 1,960 متر.

## التركيبة السكانية
حدّد مكتب تعداد الولايات المتحدة بيانات التركيبة السكانية لسيمارون في تعداد الولايات المتحدة. في ما يلي، التركيبة السكانية حسب تعدادي 2000 و2010.

### تعداد عام 2000
بلغ عدد سكان سيمارون 917 نسمة بحسب تعداد عام 2000، وبلغ عدد الأسر 382 أسرة وعدد العائلات 256 عائلة مقيمة في القرية. في حين سجلت الكثافة السكانية 176 نسمة لكل كيلومتر مربع (455.8/ميل2). وبلغ عدد الوحدات السكنية 449 وحدة بمتوسط كثافة قدره 86.2 لكل كيلومتر مربع (223.3/ميل2).
وتوزع التركيب العرقي للقرية بنسبة 77.54% من البيض و0.11% من الأمريكيين الأفارقة و1.09% من الأمريكيين الأصليين و0.11% من الأمريكيين ذوي الأصول الآسيوية و17.23% من الأعراق الأخرى و3.93% من عرقين مختلطين أو أكثر و58.89% من الهسبانيون أو اللاتينيون من أي عرق.
بلغ عدد الأسر 382 أسرة كانت نسبة 36.4% منها لديها أطفال تحت سن الثامنة عشر تعيش معهم، وبلغت نسبة الأزواج القاطنين مع بعضهم البعض 49.2% من أصل المجموع الكلي للأسر، ونسبة 8.1% من الأسر كان لديها معيلات من الإناث دون وجود شريك، بينما كانت نسبة 9.7% من الأسر لديها معيلون من الذكور دون وجود شريكة وكانت نسبة 33% من غير العائلات. تألفت نسبة 29.1% من أصل جميع الأسر من عدة أفراد يعيشون في نفس المنزل ونسبة 13.6% كانت تتألف من شخص يعيش بمفرده يبلغ من العمر 65 عاماً أو أكثر. وبلغ متوسط حجم الأسرة المعيشية 2.40، أما متوسط حجم العائلات فبلغ 2.89.
بلغ العمر الوسطي للسكان 39.6 عاماً. وكانت نسبة 27% من القاطنين تحت سن الثامنة عشر، وكانت نسبة 7.6% بين الثامنة عشر والرابعة والعشرين عاماً، ونسبة 25.1% كانت واقعةً في الفئة العمرية ما بين الخامسة والعشرين والرابعة والأربعين عاماً، ونسبة 24.1% كانت ما بين الخامسة والأربعين والرابعة والستين، ونسبة 16.1% كانت ضمن فئة الخامسة والستين عاماً فما فوق. يوجد لكل 100 أنثى 106.5 ذكر، ويوجد لكل 100 أنثى في الثامنة عشر من عمرها فما فوق 102.7 ذكر.
بلغ متوسط دخل الأسرة في القرية 27,875 دولارًا، أما متوسط دخل العائلة فبلغ 30,677 دولارًا. وكان متوسط دخل الذكور 26,125 دولارًا مقابل 19,792 دولارًا للإناث. وسجل دخل الفرد الخاص بالقرية 14,248 دولارًا. وكانت نسبة 9.1% من العائلات ونسبة 12.5% من السكان تحت خط الفقر، وكان من هؤلاء نسبة 16.1% تحت سن الثامنة عشر ونسبة 8.6% في الخامسة والستين من العمر وما فوق.

### تعداد عام 2010
بلغ عدد سكان سيمارون 1,021 نسمة بحسب تعداد عام 2010، وبلغ عدد الأسر 457 أسرة وعدد العائلات 290 عائلة مقيمة في القرية. في حين سجلت الكثافة السكانية 196 نسمة لكل كيلومتر مربع (507.6/ميل2). وبلغ عدد الوحدات السكنية 545 وحدة بمتوسط كثافة قدره 104.6 لكل كيلومتر مربع (270.9/ميل2).
وتوزع التركيب العرقي للقرية بنسبة 81% من البيض و0.10% من الأمريكيين الأفارقة و0.78% من الأمريكيين الأصليين و0.10% من سكان جزر المحيط الهادئ و14.40% من الأعراق الأخرى و3.62% من عرقين مختلطين أو أكثر و56.12% من الهسبانيون أو اللاتينيون من أي عرق.
بلغ عدد الأسر 457 أسرة كانت نسبة 27.8% منها لديها أطفال تحت سن الثامنة عشر تعيش معهم، وبلغت نسبة الأزواج القاطنين مع بعضهم البعض 46.4% من أصل المجموع الكلي للأسر، ونسبة 9.6% من الأسر كان لديها معيلات من الإناث دون وجود شريك، بينما كانت نسبة 7.4% من الأسر لديها معيلون من الذكور دون وجود شريكة وكانت نسبة 36.5% من غير العائلات. تألفت نسبة 31.3% من أصل جميع الأسر من عدة أفراد يعيشون في نفس المنزل ونسبة 13.8% كانت تتألف من شخص يعيش بمفرده يبلغ من العمر 65 عاماً أو أكثر. وبلغ متوسط حجم الأسرة المعيشية 2.23، أما متوسط حجم العائلات فبلغ 2.74.
بلغ العمر الوسطي للسكان 46.6 عاماً. وكانت نسبة 20.5% من القاطنين تحت سن الثامنة عشر، وكانت نسبة 6.5% بين الثامنة عشر والرابعة والعشرين عاماً، ونسبة 20.2% كانت واقعةً في الفئة العمرية ما بين الخامسة والعشرين والرابعة والأربعين عاماً، ونسبة 34.4% كانت ما بين الخامسة والأربعين والرابعة والستين، ونسبة 18.5% كانت ضمن فئة الخامسة والستين عاماً فما فوق. وتوزع التركيب الجنسي للسكان بنسبة 50.4% ذكور و49.6% إناث.

## المناخ
يظهر الجدول التالي التغييرات المناخية على مدار السنة لسيمارون:
| البيانات المناخية لـسيمارون       | البيانات المناخية لـسيمارون | البيانات المناخية لـسيمارون | البيانات المناخية لـسيمارون | البيانات المناخية لـسيمارون | البيانات المناخية لـسيمارون | البيانات المناخية لـسيمارون | البيانات المناخية لـسيمارون | البيانات المناخية لـسيمارون | البيانات المناخية لـسيمارون | البيانات المناخية لـسيمارون | البيانات المناخية لـسيمارون | البيانات المناخية لـسيمارون | البيانات المناخية لـسيمارون |
| الشهر                             | يناير                       | فبراير                      | مارس                        | أبريل                       | مايو                        | يونيو                       | يوليو                       | أغسطس                       | سبتمبر                      | أكتوبر                      | نوفمبر                      | ديسمبر                      | المعدل السنوي               |
| --------------------------------- | --------------------------- | --------------------------- | --------------------------- | --------------------------- | --------------------------- | --------------------------- | --------------------------- | --------------------------- | --------------------------- | --------------------------- | --------------------------- | --------------------------- | --------------------------- |
| متوسط درجة الحرارة الكبرى °ف (°م) | 47 (8)                      | 49 (9)                      | 56 (13)                     | 65 (18)                     | 73 (23)                     | 81 (27)                     | 83 (28)                     | 81 (27)                     | 76 (24)                     | 67 (19)                     | 55 (13)                     | 47 (8)                      | 65 (18)                     |
| متوسط درجة الحرارة الصغرى °ف (°م) | 17 (−8)                     | 19 (−7)                     | 25 (−4)                     | 32 (0)                      | 40 (4)                      | 48 (9)                      | 52 (11)                     | 51 (11)                     | 44 (7)                      | 34 (1)                      | 24 (−4)                     | 17 (−8)                     | 34 (1)                      |
| الهطول إنش (مم)                   | 0.59 (15)                   | 0.71 (18)                   | 1.02 (26)                   | 1.34 (34)                   | 1.77 (45)                   | 2.20 (56)                   | 2.68 (68)                   | 3.54 (90)                   | 1.69 (43)                   | 1.14 (29)                   | 0.59 (15)                   | 0.51 (13)                   | 17.78 (452)                 |
| متوسط تساقط الثلوج إنش (سم)       | 10 (25)                     | 10 (25)                     | 8 (20)                      | 5 (13)                      | 1 (2.5)                     | 0 (0)                       | 0 (0)                       | 0 (0)                       | 0 (0)                       | 2 (5.1)                     | 5 (13)                      | 9 (23)                      | 50 (126.6)                  |
| المصدر:                           |                             |                             |                             |                             |                             |                             |                             |                             |                             |                             |                             |                             |                             |

## أعلام
- بيل مورلي